# The Sultan's Wife
The Sultan's Wife er en amerikansk stumfilm fra 1917 af Clarence G. Badger.

## Medvirkende
- Bobby Vernon som Bobby
- Gloria Swanson som Gloria
- Joseph Callahan
- Frank Bond
- Blanche Payson